# Isaac Arroyo
General Brigadier Isaac Arroyo fue un militar mexicano que participó en la Revolución mexicana. Originario de Guanaceví, Durango, inició sus actividades revolucionarias con los maderistas. En 1912 permaneció leal al gobierno logrando sustraer los distritos de Arteaga y Andrés del Río a la obediencia orozquista. Todavía en 1912 se unió a las fuerzas del General Victoriano Huerta en Bachimba cuando quedó vencido el Orozquismo. Luego luchó contra el “usurpador” de la presidencia Victoriano Huerta, en 1913 y 1914, pero desconoció a Venustiano Carranza pues era General en la División del Norte. El 23 de junio de 1914 junto además generales participó en la Batalla de Zacatecas en la que salieron victoriosos. En la Convención de Aguascalientes donde asistió como delegado, votó por el retiro de Venustiano Carranza de la Capital del país. Alcanzó el grado de General Brigadier en las fuerzas de Francisco Villa. Murió en Ciudad Juárez en 1924. 